# 1580 a tudományban
Az 1580. év a tudományban és a technikában.

## Események
- szeptember 26. – Sir Francis Drake körbehajózza a Földet.
- II. Szelim szultán leromboltatja az isztambuli ad-Dín obszervatóriumot.
- Louis Elzevir nyomdát alapít Leidenben.
- A tizedes törtek használata.

## Születések
- május 5. - Johann Faulhaber matematikus († 1635)
- június 13. – Willebrord Snellius fizikus és matematikus, aki az alap fénytörés törvényeket leírta († 1626)

## Halálozások
- Andrea Palladio, olasz építész (* 1508)
- Giovanni Filippo Ingrassias, olasz orvos